# Yuku i magiczny kwiat
Yuku i magiczny kwiat (fr. Yuku et la fleur de l'Himalaya) – francusko-szwajcarsko-belgijski film animowany z 2022 roku w reżyserii Arnauda Demuyncka i Rémiego Durina.

## Treść
Yuku jest małą myszką, która lubi śpiewać i grać na ukulele. Mieszka wraz z mamą, babcią i siostrami w piwnicach wielkiego zamku. Pewnego dnia dowiaduje się, że jej chora babcia potrzebuje magicznego kwiatu z Himalajów. Myszka wyrusza w trudną i niebezpieczną drogę przez las.

## Oryginalny dubbing
- Lily Demuynck-Deydier : Yuku
- Agnès Jaoui : Lisica
- Arno : Szczur
- Tom Novembre : Wilk
- Alice on the Roof : Królik
- Igor Van Dessel : Wiewiórka
- Carine Seront : Babcia-mysz
- Thierry de Coster : Kot
- Maia Baran : Mama-mysz
- Martin Spinhayer : Wrona
- Lou Durin, Manon Durin oraz Elisabeth Langlois-Bekaert : małe myszy

## Nagrody i wyróżnienia
- 2022 - Nagroda Specjalna - Nagroda Jury Zespołu Edukatorów Filmowych - (Arnaud Demuynck, Rémi Durin)